# Tiroler Speck

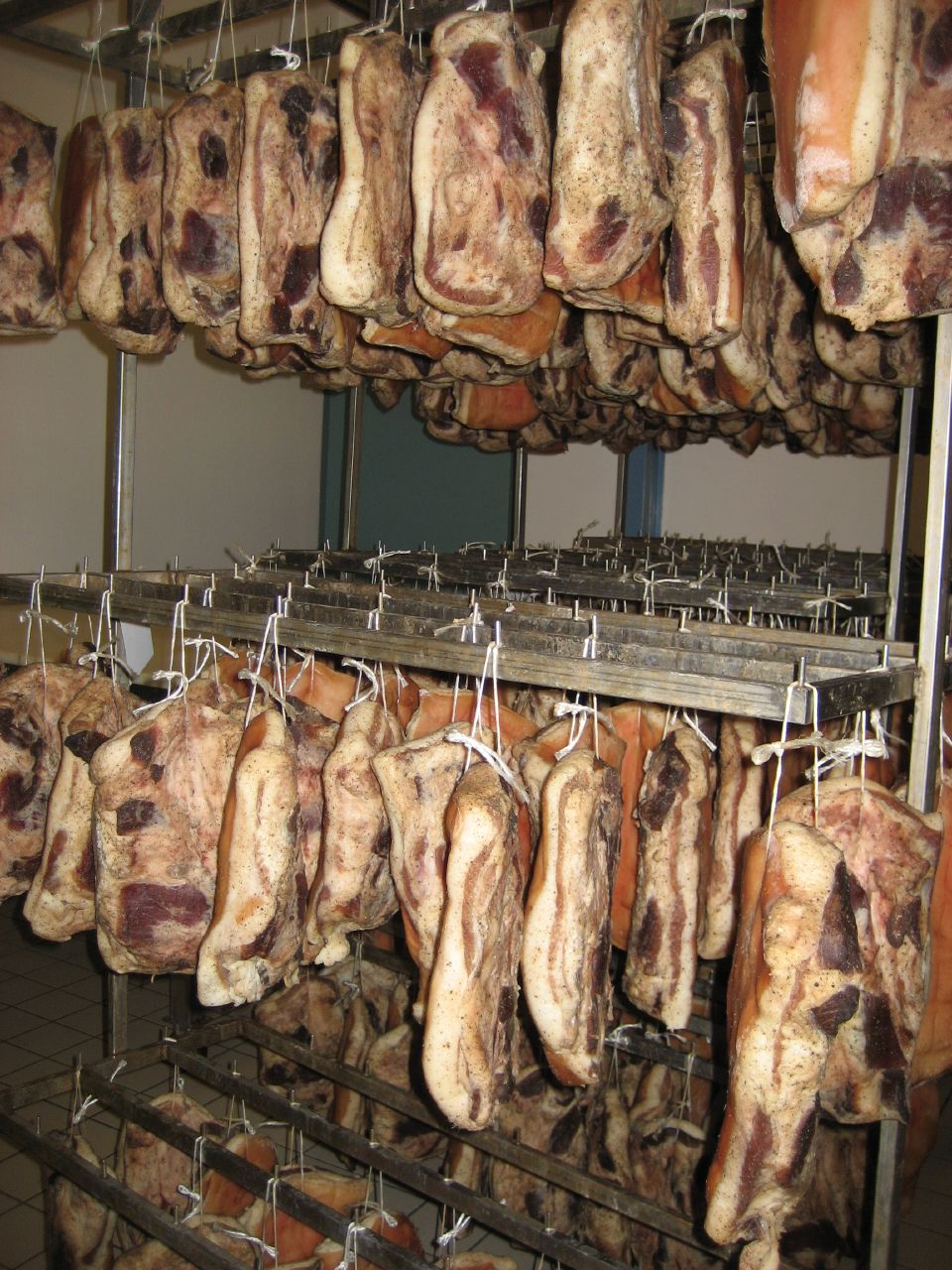
Tiroler Speck

Tiroler Speck ist eine Tiroler Spezialität, die immer noch auf traditionelle Weise von Tiroler Bauern hergestellt wird. Dieses traditionelle Lebensmittel wird durch eine europäische Ursprungsbezeichnung geschützt.
Nach dem Schlachten des Schweins wird der Bauch- und Rückenspeck vom Schwein gelöst und anschließend gewaschen. Nun werden in einem Behälter verschiedene Gewürze vermischt. Die genaue Gewürzmischung ist von Hersteller zu Hersteller verschieden. Die Hauptbestandteile sind Salz, Kümmel und weißer Pfeffer.
Der Speck wird nun mit den Gewürzen kräftig eingerieben, bis er mit einem Gewürzmantel umgeben ist. Der anschließende Herstellungsschritt ist das Selchen des Specks in der Selche. Damit der Speck einen intensiven Geschmack erhält, wird mit Sägemehl aus Tannenbäumen geselcht. In der Selche bleibt der Speck je nach Gewicht zwischen zwei und drei Monate, um dann in einem kühlen und dunklen Keller auszureifen.
Tiroler Speck wird zu Käse und Wein oder als Vorspeise verzehrt, aber auch in der Küche wie anderer geräucherter Speck verwendet.

## Kennzeichnung
Die geschützte geographische Angabe „Tiroler Speck“ darf in keine andere Sprache übersetzt werden. Sie muss auf dem Etikett in leserlichen und unauslöschbaren Buchstaben angebracht werden und sich eindeutig von jeder anderen Aufschrift abheben. Die Bezeichnung „geschützte geographische Angabe“ und/oder die Kurzform „g.g.A.“, welche in der Verkehrssprache des Produktes anzugeben ist, muss unmittelbar darauf folgen.